# Corriente de Acción y Pensamiento-Libertad
La Corriente de Acción y Pensamiento-Libertad (CAP-L) es una agrupación política uruguaya de izquierda, integrante del Frente Amplio.

## Historia
Nacida hacia mediados de 2007 en el seno del Movimiento de Participación Popular, como una corriente interna. Se escindió del MPP para presentarse como grupo político dentro del Espacio 609. Y en ocasión de las elecciones internas de junio de 2009 abandonaron definitivamente dicho espacio para presentarse como una opción indepentdiente que apoyaba al precandidato José Mujica, junto al MPP y el Partido Comunista, entre otros.

## Integrantes
Su principal referente era el ex senador y ex Ministro de Defensa Nacional Eleuterio Fernández Huidobro. Hay otros legisladores que han adherido a esta agrupación, como los diputados Nora Castro, Luis Rosadilla, Carlos Gamou, Javier Salsamendi, Pablo Álvarez y Juan Carlos Souza.

## Ideología
Se considera que tiene posturas proclives al pragmatismo y a la acción desde el gobierno, en contraposición a otras posturas más tradicionales dentro del MPP.

## Elecciones internas de 2009
Con motivo de las elecciones internas de junio de 2009, apoyó al precandidato José Mujica con la hoja de votación 7373. Obtuvo una interesante votación en Montevideo.